# Guillermo Hernández
Guillermo Alejandro Hernández Sánchez (Zacoalco de Torres, 25 giugno 1942) è un ex calciatore messicano, di ruolo difensore.

## Carriera

### Nazionale
Ha partecipato alle Olimpiadi del 1964 ed ai Mondiali 1966 e 1970 con la maglia della nazionale messicana.

## Palmarès

### Club

#### Competizioni nazionali
- Coppa del Messico: 1

Atlas: 1961-1962
- Supercoppa del Messico: 1

Atlas: 1962